# Mei-mei Berssenbrugge
Mei-mei Berssenbrugge, född 5 oktober 1947 i Peking, är en kinesisk-amerikansk poet.
Berssenbrugges mor var kinesiska och fadern amerikan med rötter från Nederländerna. Familjen flyttade till USA strax efter hennes födelse och hon växte upp i Massachusetts. Hon avlade bachelor-examen vid Reed College 1969 och Master of Fine Arts från Columbia University 1973.
Efter studierna flyttade Berssenbrugge till New Mexico, där hon sedan dess delvis bor och verkar. Hon har undervisat vid Institute of American Indian Arts i Santa Fe. Under 1970-talet var hon en del av New York-skolan som också har influerat hennes poesi, men även New Mexicos landskap tar tydlig plats i hennes skrivande.
På svenska finns diktsamlingen Hej, Rosorna (engelska: Hello, the Roses) utgiven 2023 på Modernista i översättning av Ann Jäderlund.
Berssenbrugge är gift med skulptören Richard Tuttle, med vilken hon också har samarbetat konstnärligt. Tillsammans har de en dotter.

## Priser och utmärkelser
Berssenbrugge belönades 2021 med Bollingen Prize. Diktsamlingen A Treatise on Stars nominerades samma år till Pulitzerpriset.